# Kemira
Kemira Oyj — фінська хімічна компанія, заснована у 1920 році зі штаб-квартирою у Гельсінкі, Фінляндія.